# Stockholm Waterfront

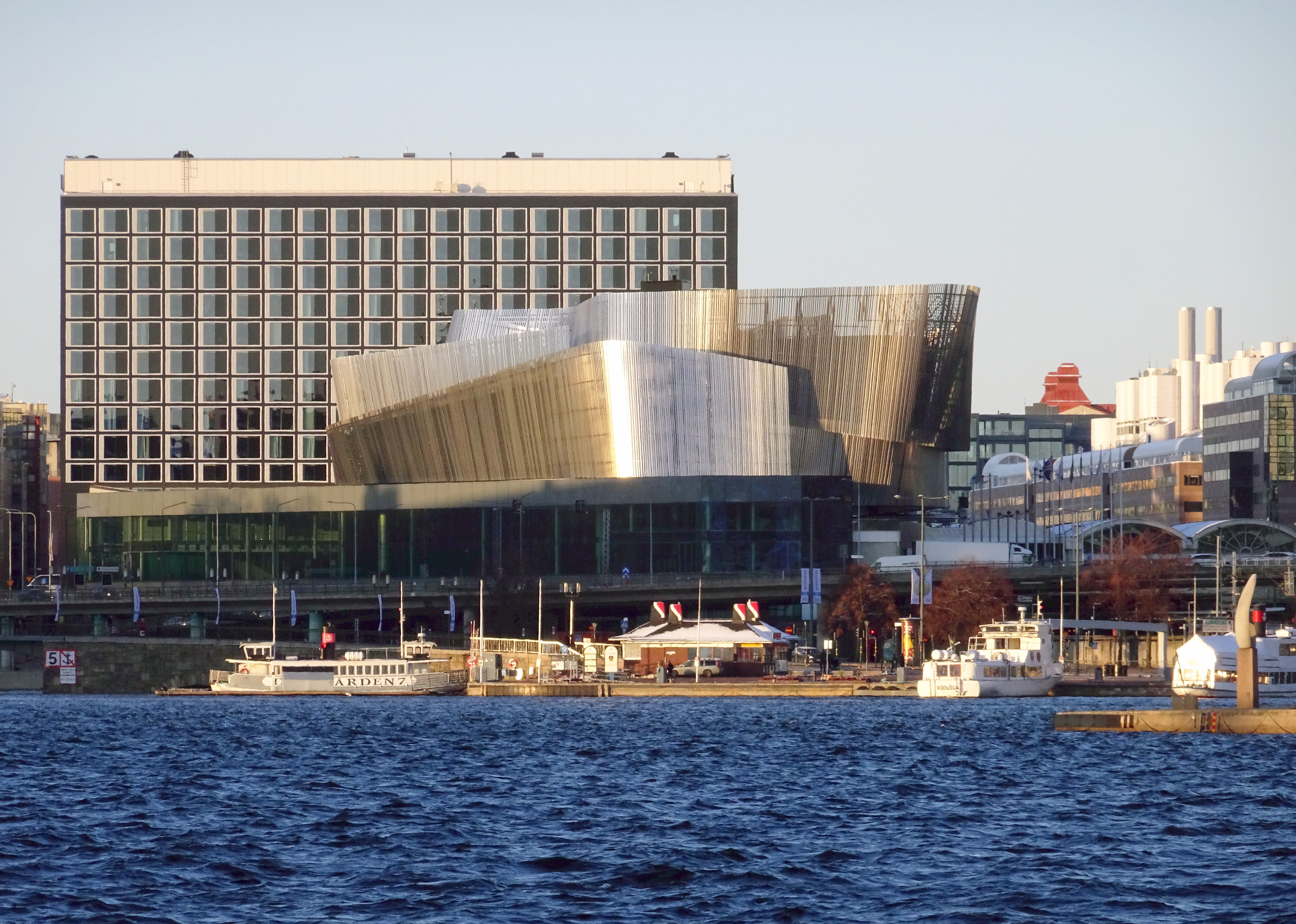
Stockholm Waterfront, vy från Söder Mälarstrand, 2019.

Stockholm Waterfront är det gemensamma namnet för de två byggnader som inrymmer kongressverksamhet och hotell. Kontorshuset intill går under namnet Waterfront Building. Samtliga byggnader är belägna vid Klarabergsviadukten i centrala Stockholm. På platsen stod tidigare Klara postterminal. 
Här finns Radisson Blu Waterfront Hotel, Stockholm Waterfront Congress Centre och Waterfront Building (kontor). Arkitekt för de tre fastigheterna är White arkitekter. Radisson Blu är operatörer för både hotell och kongress. Anläggningen blev inflyttningsklar i januari 2011.
Läget med utsikt över Riddarfjärden är enligt Stockholms stadsbyggnadskontor en byggnadshistoriskt känslig del av Stockholm och utgör riksintresse för kulturminnesvården. I omedelbar närhet ligger Stockholms stadshus och det framkallade en del kritik redan under planeringsskedet av bland annat Stockholms skönhetsråd. I oktober 2011 belönades de ansvariga arkitekterna som utformade Waterfronts kongressdel med Stålbyggnadsinstitutets pris Silverbalken.

## Bakgrund och byggprojekt
I början av 2000-talet framlade arkitekt Gert Wingårdh ett förslag till ett nytt hotell- och kongresscentrum på kvarteret Bangårdsposten 1 och 2. Hans skapelse ansågs alltför utmanande på en av Stockholms mest utsatta platser, vid Riddarfjärden och granne med Stockholms stadshus och realiserades därför aldrig.
Projektet Stockholm Waterfront startade år 2005, när Stockholm stad frågade om Jarl Asset Management ville lämna förslag på hur området vid gamla postterminalen skulle kunna utvecklas. Staden ville ha en kongressanläggning och ett hotell. Men för att anläggningarna skulle bära sig ekonomiskt ville ägarna av Jarl Asset Management även bygga ett kontorskomplex. Som arkitekt anlitades White arkitekter. Enligt "Remiss- och samrådsredogörelse, Innerstadsavdelningen" av den 2007-03-09 (Dp 2006-11281-54) var en övervägande del av remissvaren positiva till förslaget och i augusti 2007 vann detaljplanen laga kraft. I mitten av år 2008 började rivningsarbetena med Klara postterminal.

### Bilder från bygget

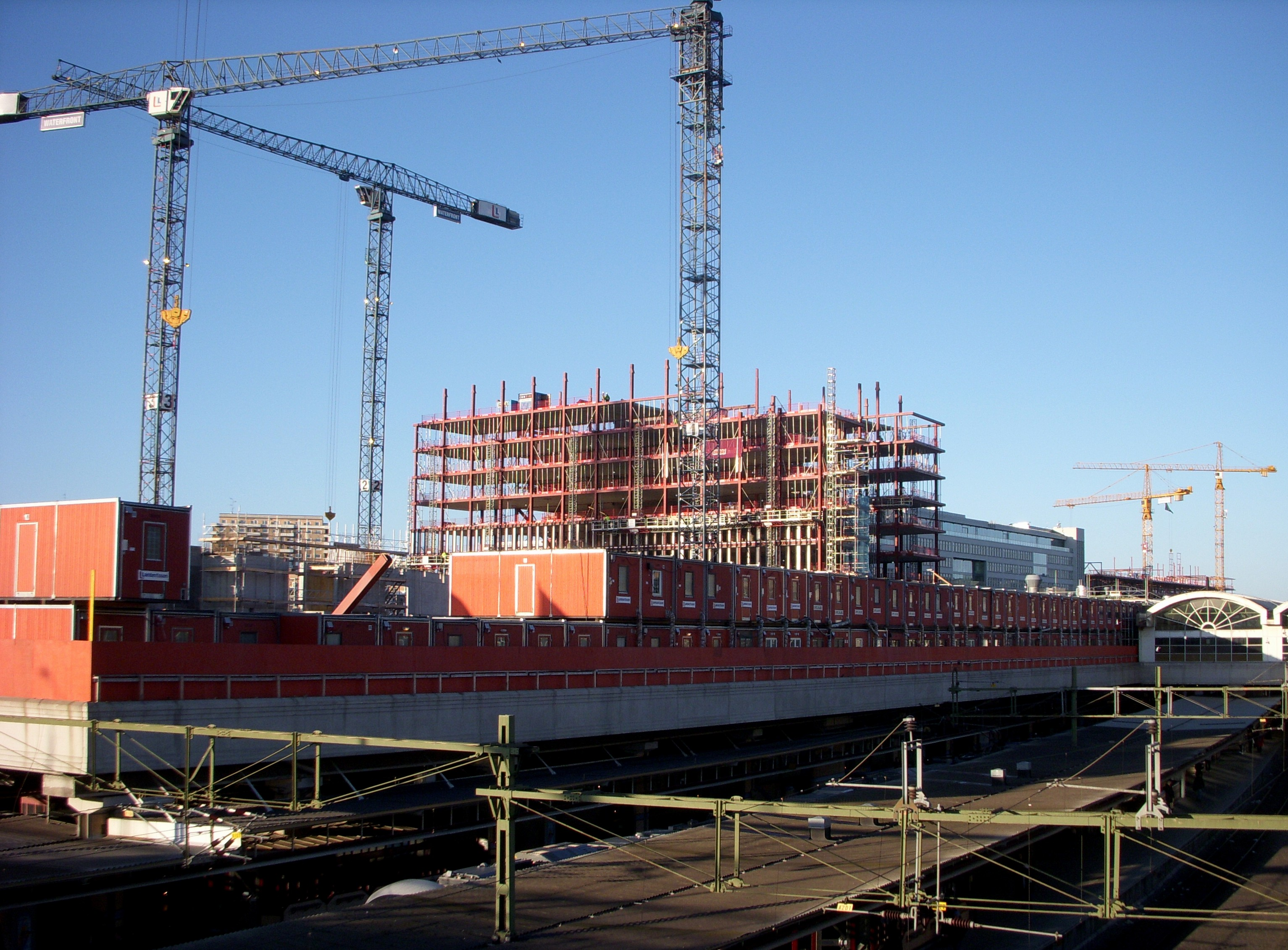
Fasader mot syd, januari 2009
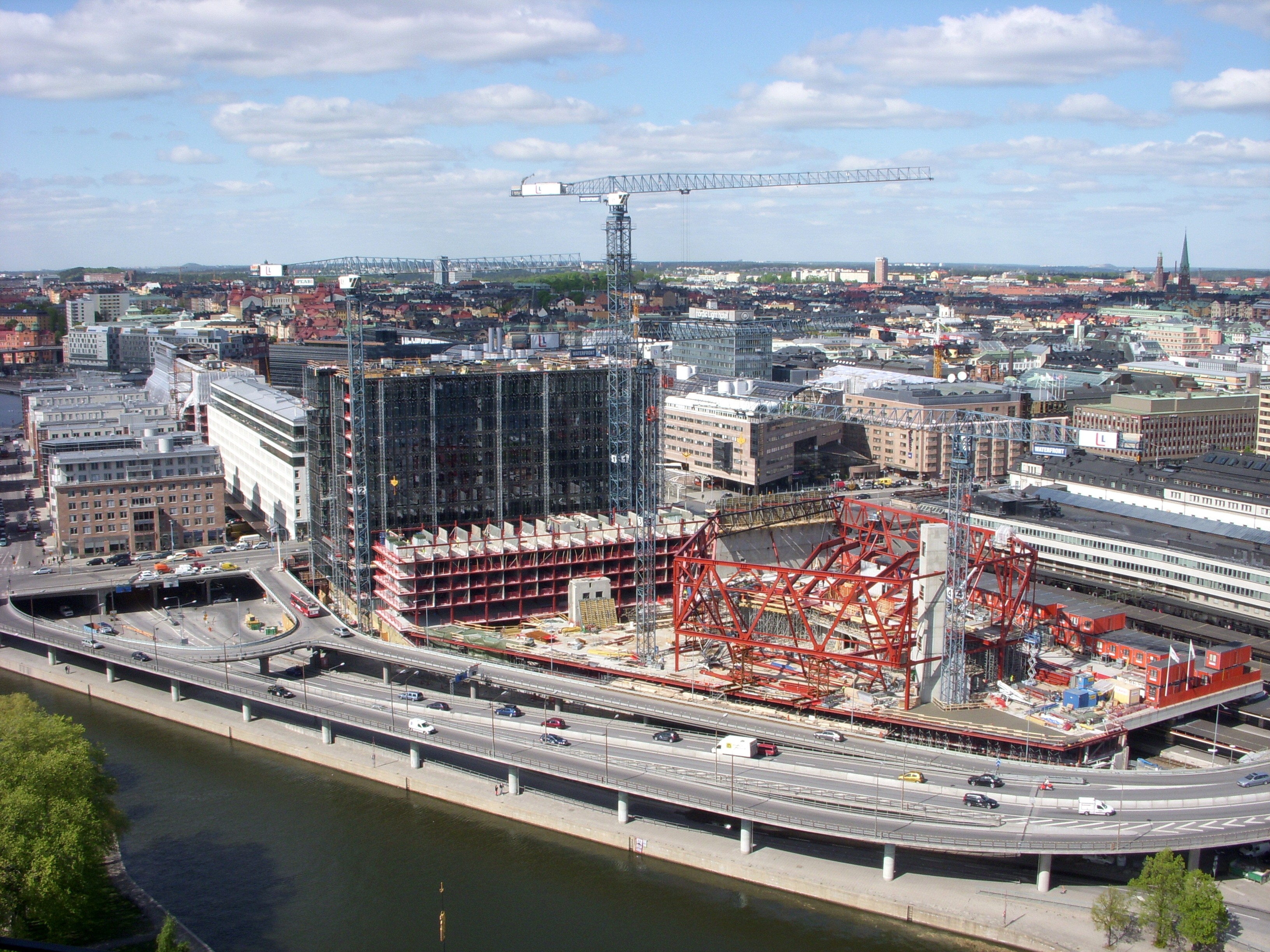
Vy från Stadshustornet, maj 2009
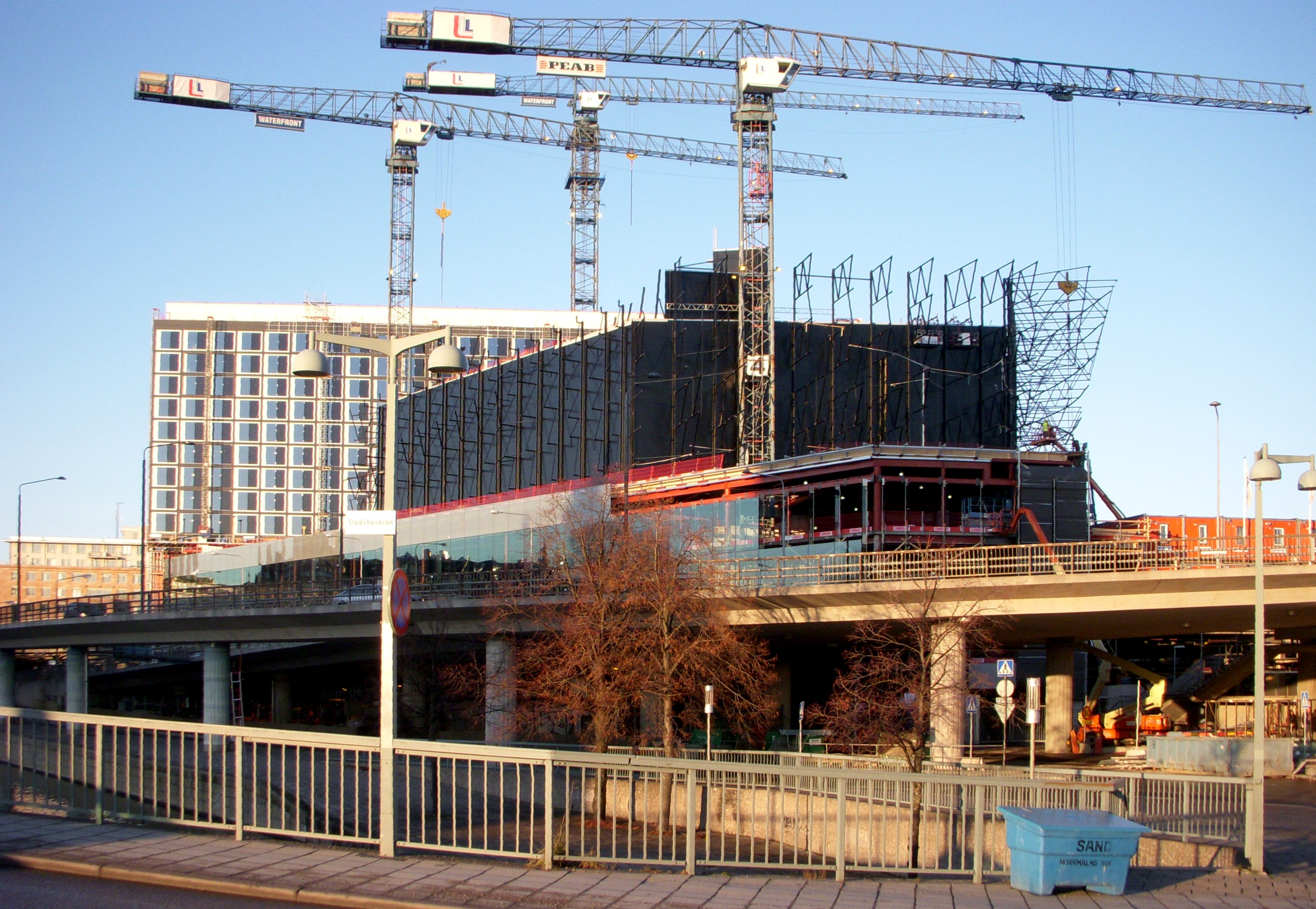
Blivande kongressdelen, november 2009
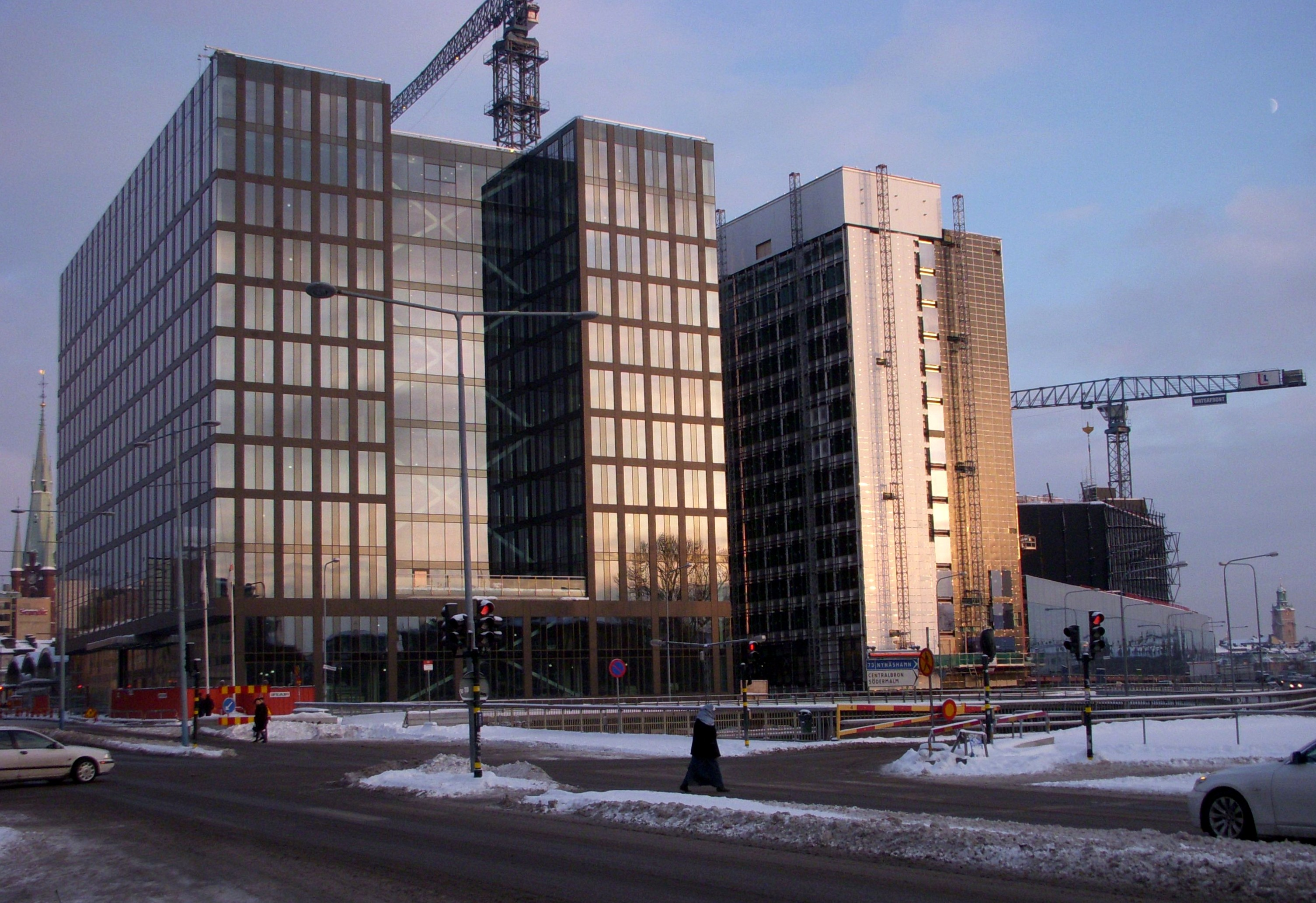
Fasader mot norr, december 2009
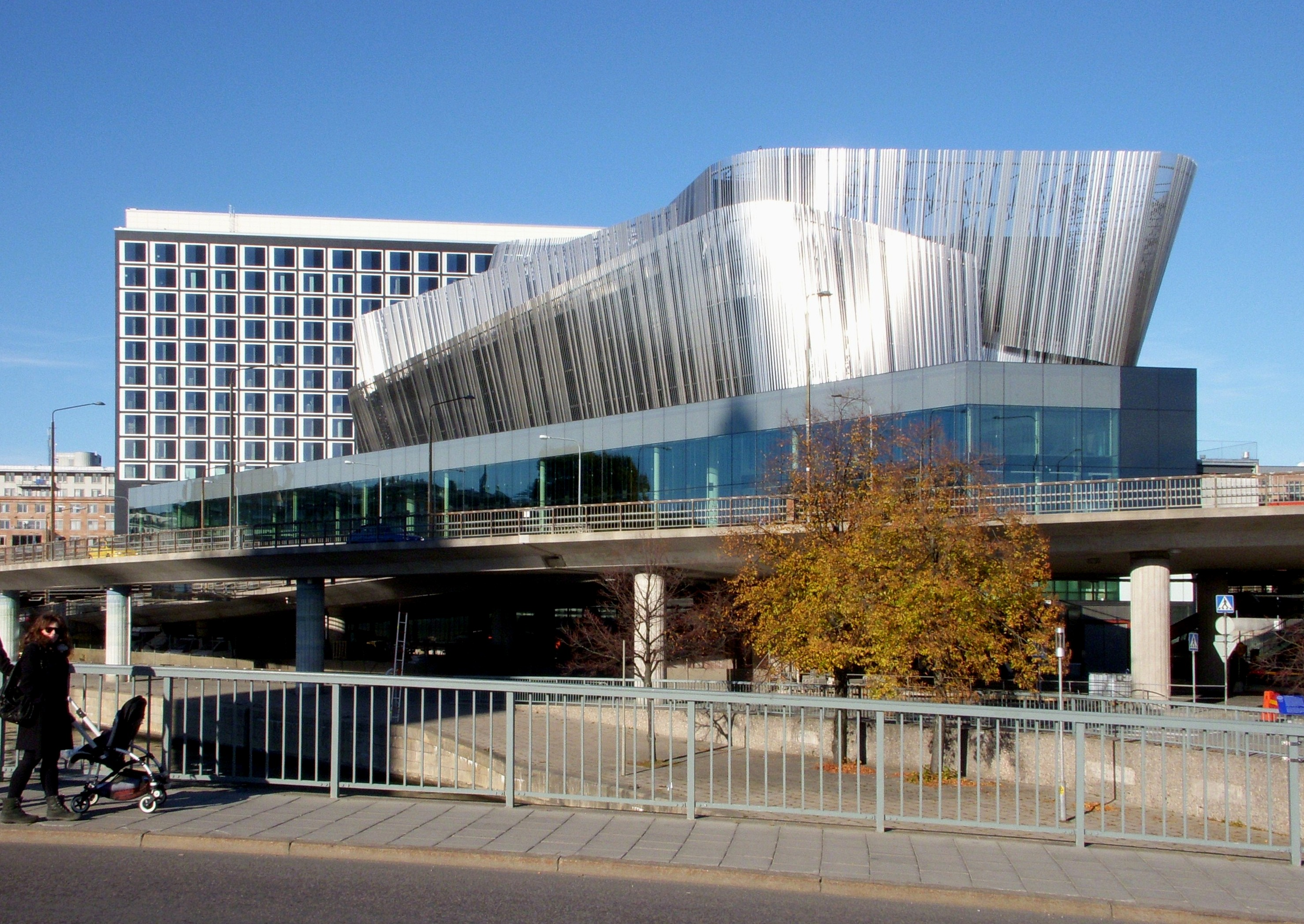
Kongressdelen fullbordad, oktober 2010

## Byggnadens delar

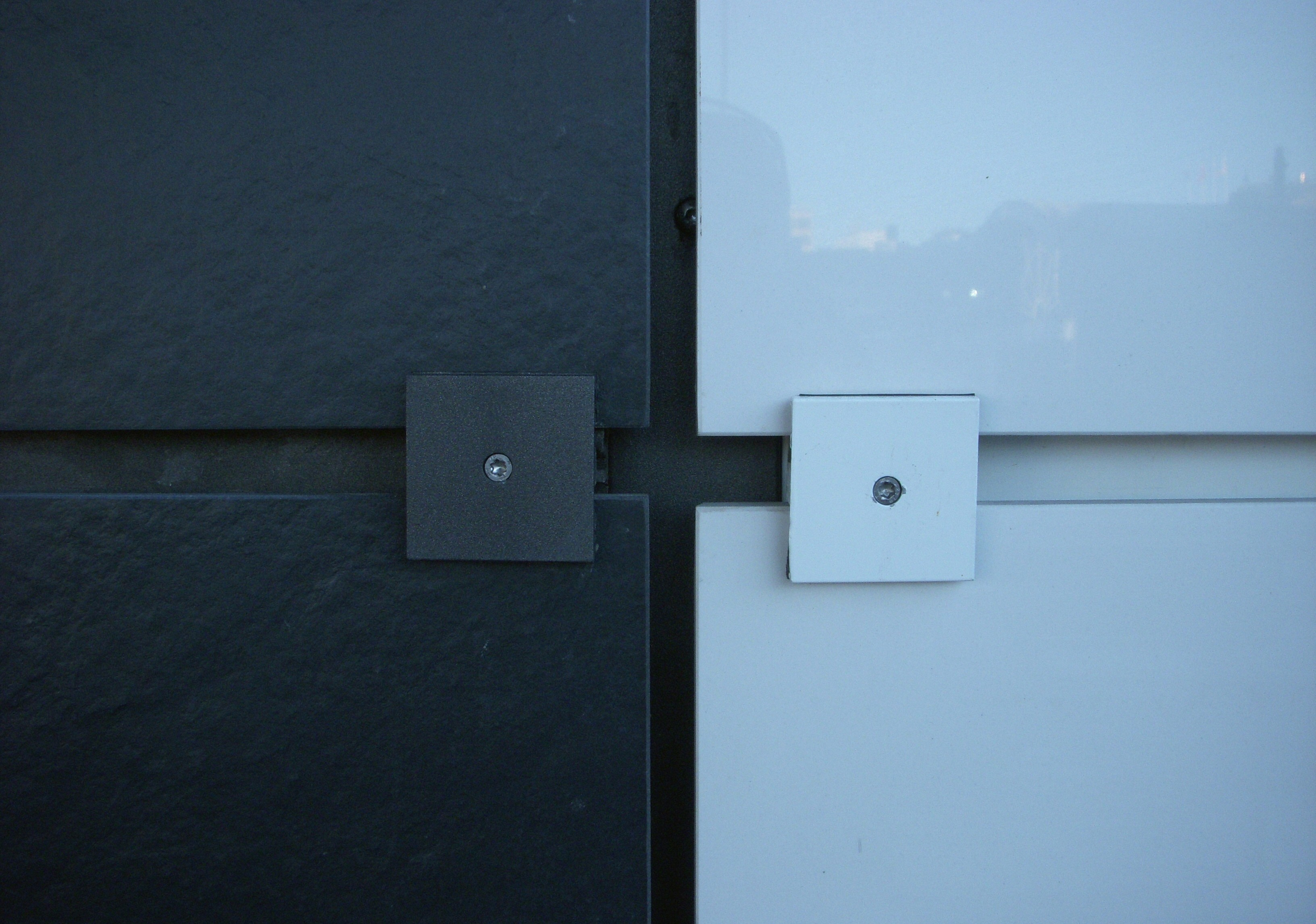
Fasadplattorna, infästningsdetalj.

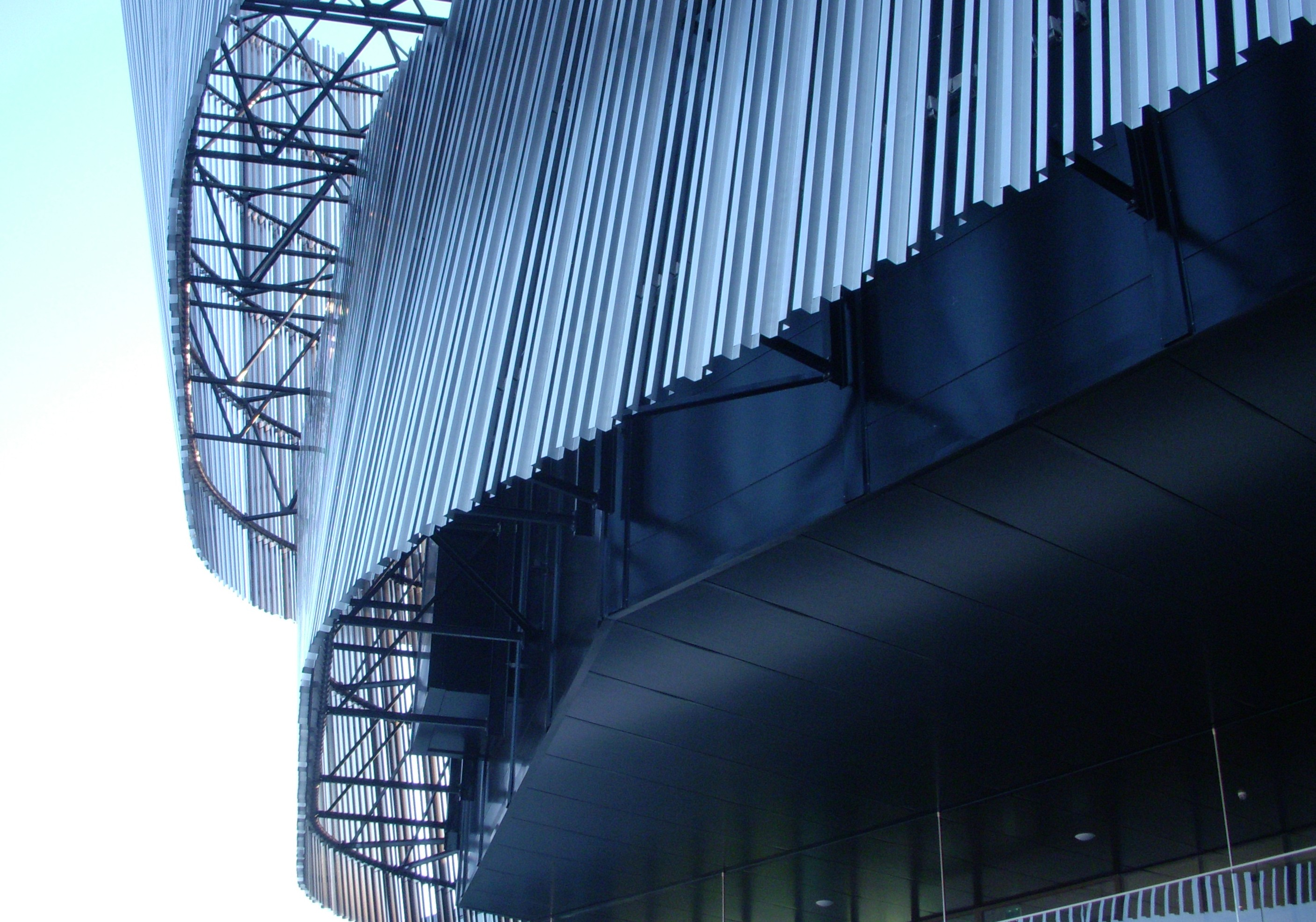
Kongresshallens fasad, detalj.

Hotell- och kontorsdelens fasader är utförda i curtain wall-konstruktion försedd med stora glasytor och klädd med plattor av naturmaterial. För att hålla ner vikten valde White Arkitekter keramiska plattor som tillverkades i Italien. Plattorna är 11–12 mm tjocka och har en storlek av 600x1200 mm, dessa är monterade med aluminiumklips. Till kontorsdelen valdes svarta och till hotelldelen vita plattor.

### Stockholm Waterfront Congress Centre
På södra sidan, mot Riddarfjärden ligger ett kongresscentrum kallat Stockholm Waterfront Congress Centre, som innehåller bland annat en flexibel kongressal med plats för upp till 3000 deltagare. Kongresskomplexet inrymmer även en större festvåning med plats för upp till 2000 gäster, dessutom finns på plan 2 och 3 ett business-center som består av ett antal mötesrum i olika storlek och med plats för cirka 1 000 gäster.
Kongresshallens fasader och tak avviker från bakomliggande kontors- och hotelldelens strama arkitektur och får bland annat ett stort panoramafönster ut mot Riddarfjärden och Stadshuset. Taket får sitt böljande utseende genom det ribbverk av 21 km profiler (3 500 z-profiler) i rostfritt stål som bildar en asymmetrisk form lik en mälarkrona. Den totala höjden inne i kongressens stora auditorium blir cirka 17 meter. Kongressdelen blev inflyttningsklar i början av år 2011. 
Gamla postterminalen finns delvis kvar under kongressbyggnaden, där de tre nedersta våningarna, under Klarabergsviadukten behållits i ombyggt skick för att inrymma bland annat garage och tekniska installationer.

### Radisson Blu Waterfront Hotel
Hotellet, kallat Radisson Blu Waterfront Hotel, öppnade med 414 rum den 20 januari 2011. Restaurang, bar och gym finns i hotellet som har en direkt inomhusanslutning till kongressdelen.

### Waterfront Building
Kontorsdelen, kallat Waterfront Building, beräknades ursprungligen bli färdig för inflyttning i mitten av år 2009. Senare reviderades detta till årsskiftet 2010/2011. Kontorskomplexet innehåller cirka 24 600 kvadratmeter kontorslokaler, fördelat på 11 våningar (ca 2 200 kvadratmeter per våning). En av de större hyresgästerna är skogsbolaget SCA.

### Bilder

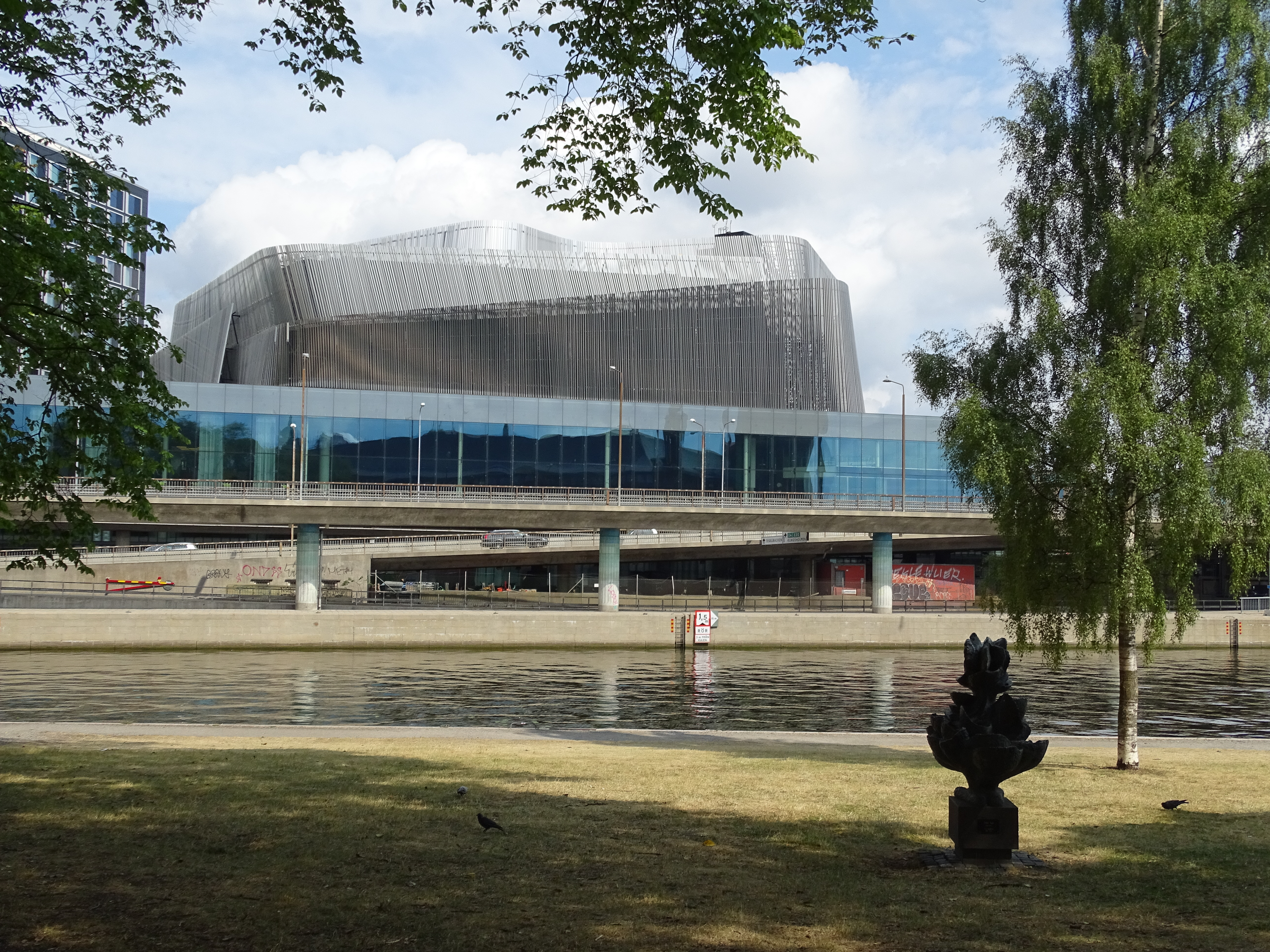
Fasad mot väst, från Yngve Larssons park 2018
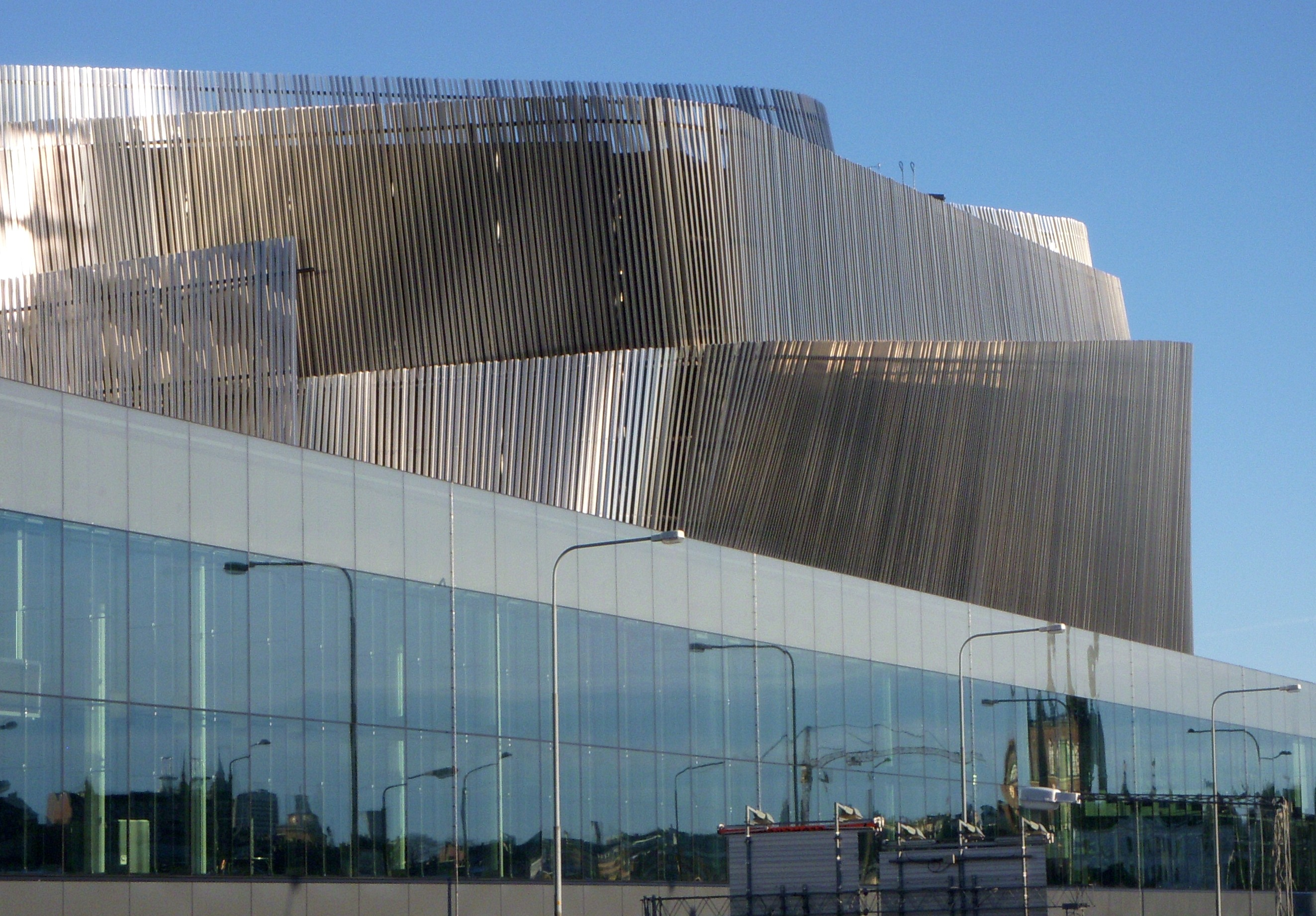
Kongressdelen, fasad mot väst, januari 2011
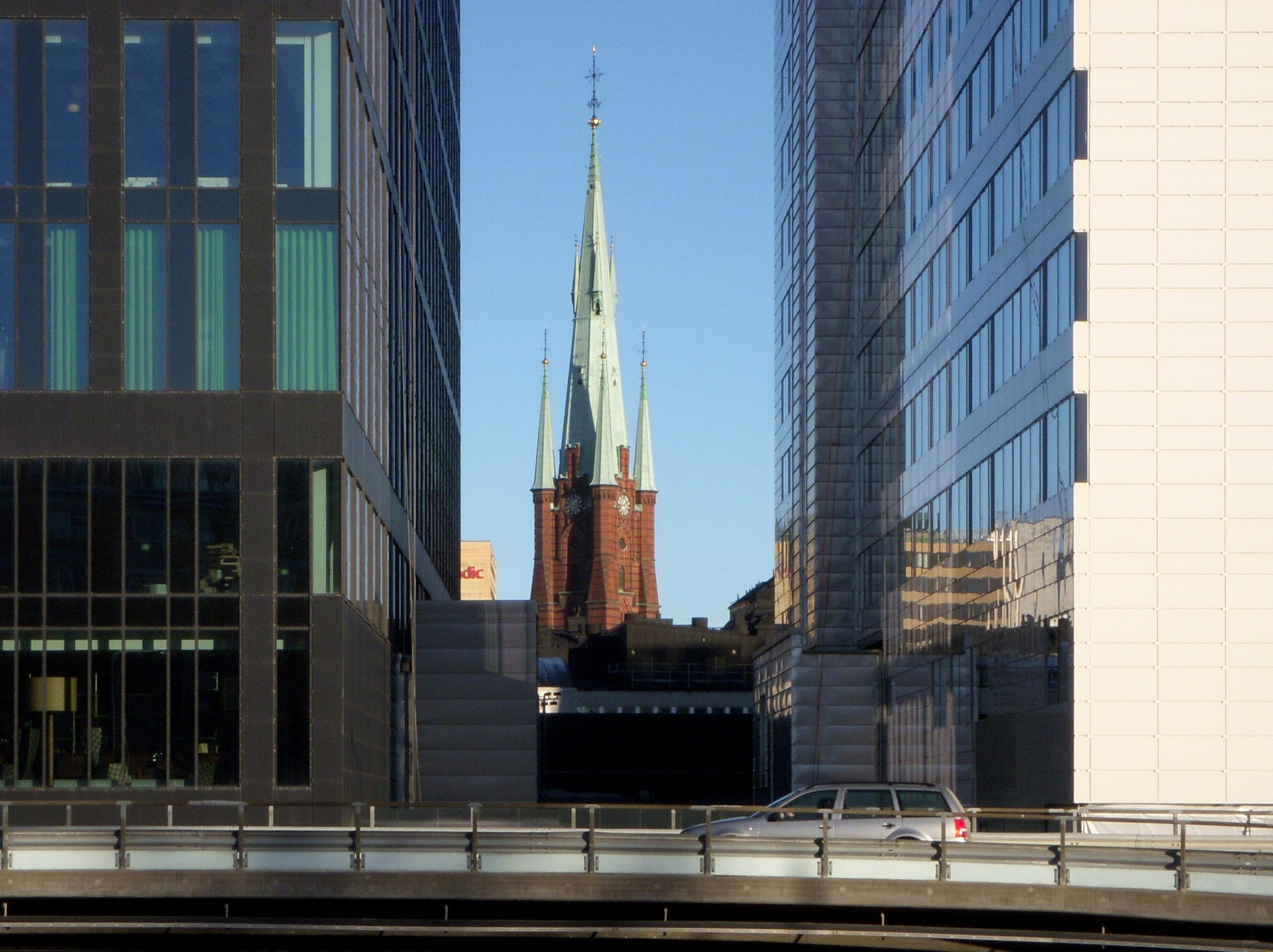
Gammalt möter nytt, Klara kyrka i bakgrunden
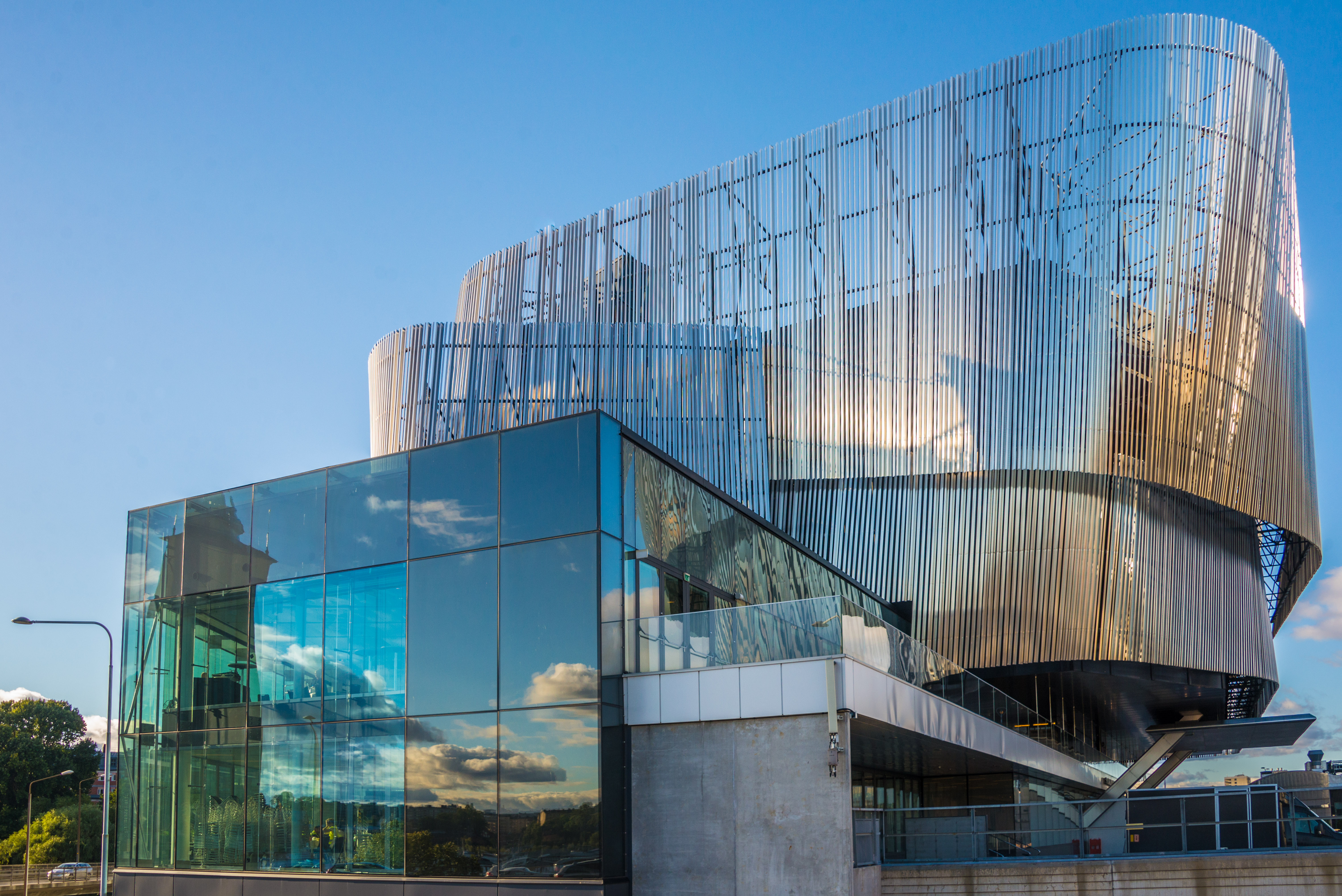
Kongressdelen, fasad mot söder, september 2015
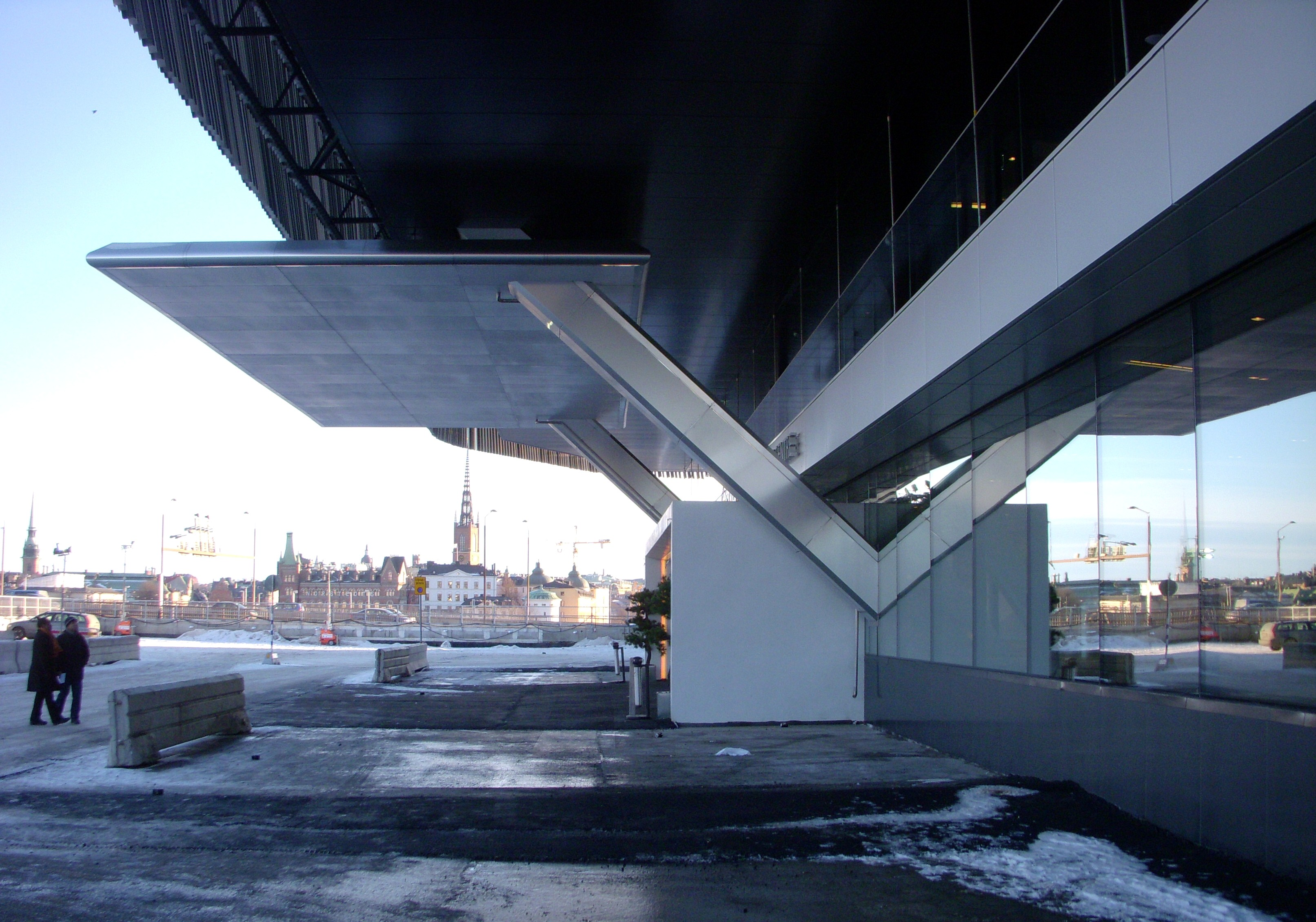
Skärmtaket till kongressdelens huvudentré 2011

## Kritik

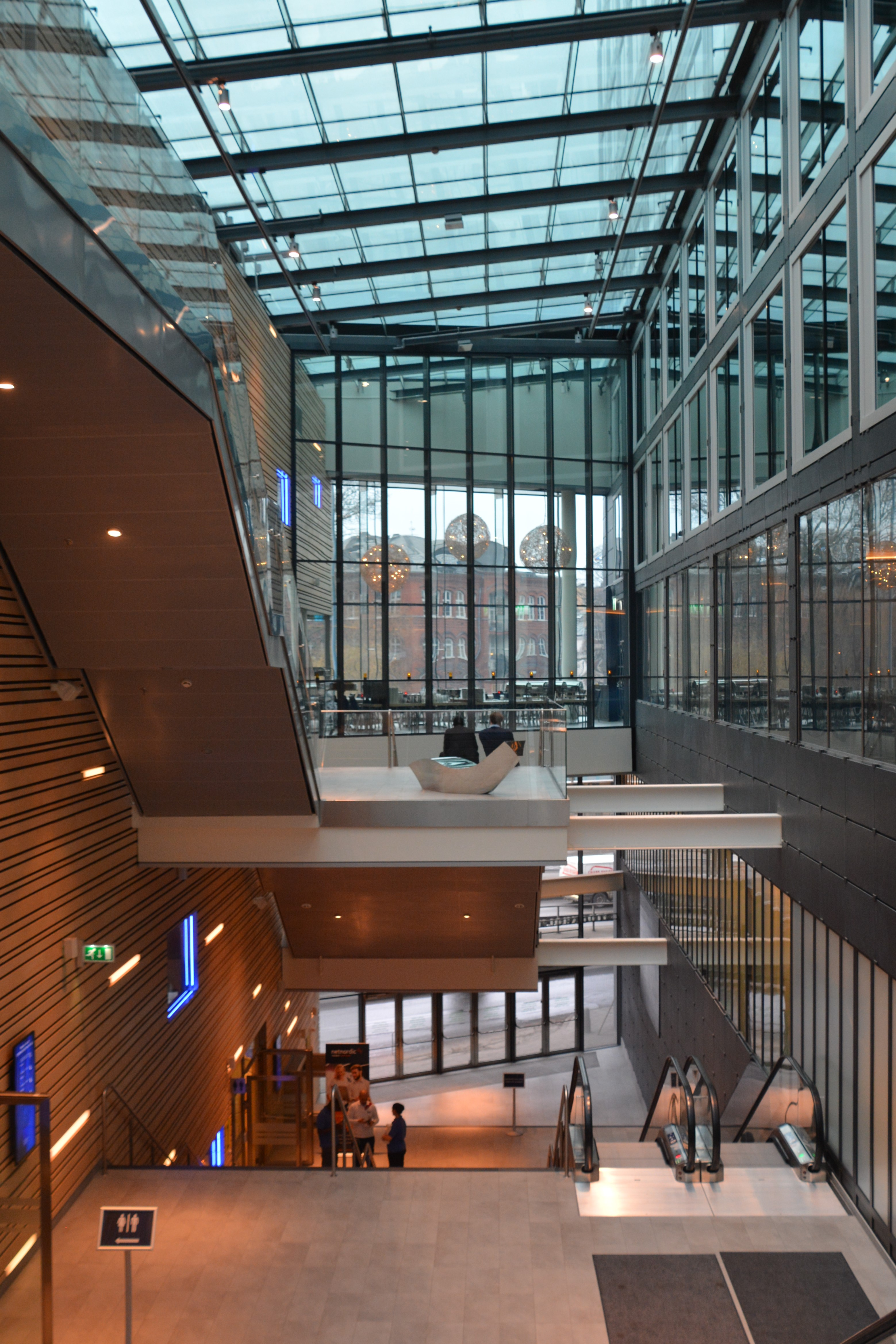
Waterfront, trapphallen.

Eftersom planområdet berörde riksintressen för kulturminnesvården ställdes extra höga krav på utformningen. Redan under planeringsstadiet fick planerna kritik för att inte passa in färg- volym- eller höjdmässigt i stadsbilden, särskilt i förhållande till Stockholms stadshus. I sitt remissvar till Stockholms stadsbyggnadskontor i september 2006 avstyrkte Stockholms skönhetsråd förslaget till ny detaljplan för området och menade bland annat:
| ” | Behovet av en stor, stadsnära konferensanläggning i ett kommunikationsmässigt fördelaktigt område är klarlagt och rådet anser att en byggnad av arkitektonisk hög klass kan vara en tillgång för staden. ... Efter att ha tagit del av det välbearbetade remissmaterial som föreligger kan rådet, trots att projektet i ett flertal punkter förbättrats från tidigare alternativ, ändock inte acceptera förslaget till detaljplan. | „ |

Även Samfundet S:t Erik ställde sig negativ till förslaget och menade bland annat:
| ” | Däremot finner samfundet det oacceptabelt att bygga hela den stora byggnadsvolym som hotell- och kontorsdelarna utgör. Det presenterade förslaget innebär ett stort intrång i Stockholms hävdvunna och vida berömda siluett. | „ |

Föreningen Arkitekturupproret rankade 2020 byggnaden till den femte fulaste i Sverige och den fulaste byggnaden som uppförts under 2011.